# Río Cinca
El río Cinca es un río del noreste de España, afluente del río Segre, que nace en el circo de Pineta, en el parque nacional de Ordesa y Monte Perdido, en el Pirineo Aragonés. Conforma una rica región agrícola con Monzón, Fraga y alrededores.

## Recorrido y afluentes

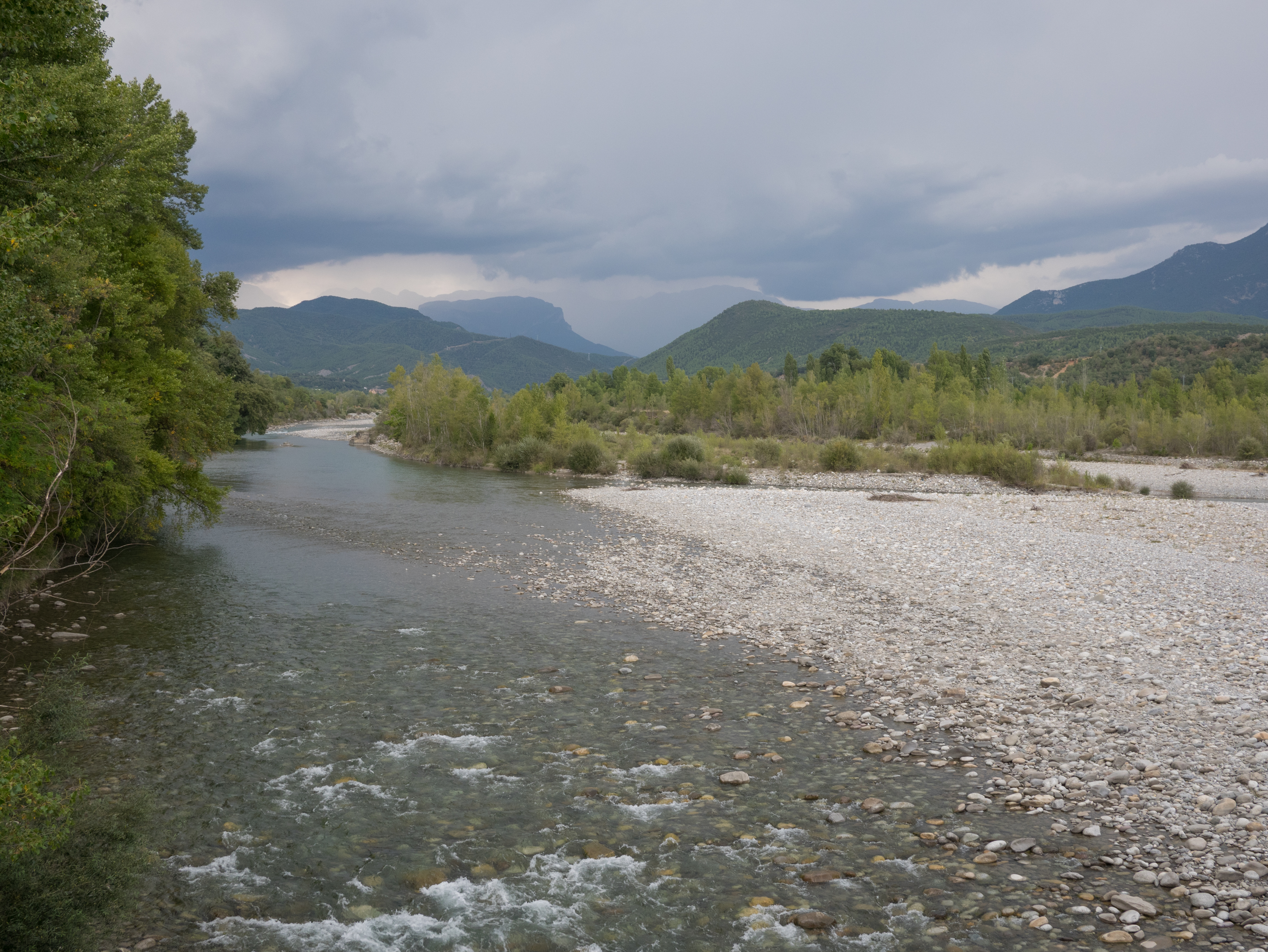
Río Cinca en Aínsa

El río Cinca nace en el glaciar de Marboré, en la base del macizo de las Tres Sorores que corona la cabecera del Valle de Pineta (Monte Perdido). Comienza su descenso entre las cascadas y torrentes que desaguan el Ibón de Marboré, uniéndose a su curso las aguas que se despeñan desde La Larri. Recorre todo Pineta, soberbio valle de perfecta U glaciar con fondo retocado de morrena y acarreos. En Bielsa se le une el Barrosa, y algo más abajo en salinas el Cinqueta que se aloja en el valle de Gistau. Siete kilómetros más abajo recibe por la izquierda al Irués, en Badaín, al lado de Lafortunada y en Hospital de Tella, por su derecha, al Yaga. El río deja a su izquierda el vértice Cotiella, de cerca de 3000 m de altitud y rodea la Peña Montañesa, de calizas mesozoicas en plegamiento tumbado. Por el lado derecho, en una grieta, entra el río Bellos, cuyo valle de Añisclo es de gran interés. Al llegar a Aínsa recibe por la derecha las aguas del Ara. El embalse de Mediano se encuentra en la unión del Ara y el Cinca. Inmediatamente aguas abajo de Mediano, tras atravesar el desfiladero del Entremón, es represado de nuevo en el embalse de El Grado. En el Grado arranca el gran canal del Cinca, que enlaza con el del Gállego. Justo después el Cinca recibe por la izquierda al Ésera, su afluente más importante.
A partir de El Grado su valle adquiere las características del Somontano aragonés: mesetones áridos escalonados, de arcillas, margas y areniscas, con algún conglomerado, en capas cada vez más horizontales y lutíticas a medida que caminamos hacia el sur. Por contraste las terrazas bajas están regadas, a partir de la presas de regulación asentadas en los estrechos del Prepirineo.
Por la derecha recibe al Vero, y ya en Monzón al Sosa por la izquierda. Más abajo, el Alcanadre se le suma por la derecha. Finalmente, en Masalcorreig, desemboca en el Segre para llegar a continuación en Mequinenza al río Ebro en una zona que recibe el nombre de Aiguabarreig (en catalán, 'mezcla de agua') por la mezcla de los colores de las aguas de ambos ríos. Durante un cortísimo tramo forma el límite entre las provincias de Huesca y Lérida, en la localidad de Masalcorreig.
En su curso da nombre a algunos de los pueblos por los que pasa como Velilla de Cinca, Pomar de Cinca, Albalate de Cinca, Torrente de Cinca y Alcolea de Cinca.

## Historia
La presencia del hombre no se ha hallado en la alta cabecera, sino junto a los tramos medio- alto y medio del curso, aunque esto se conoce por antiguos testimonios.
Los pueblos migratorios, en la primera Edad del Hierro, utilizaban el valle del Cinca en su camino hacia el interior, que al haberse convertido en la base étnica pobló esta zona, los ilergetes. El nombre actual proviene de Cinga, ya que Julio César en su relato de la Guerra Civil, lo nombró con ese nombre. Sufre un gran cambio de nombre en el periodo árabe ya que de llamarse Cinga pasa a recibir el nombre de Az-Zaytum, que significa río de los Olivos o de las aceitunas.

## Lugares interesantes en el curso del río

### Santuario de Torreciudad

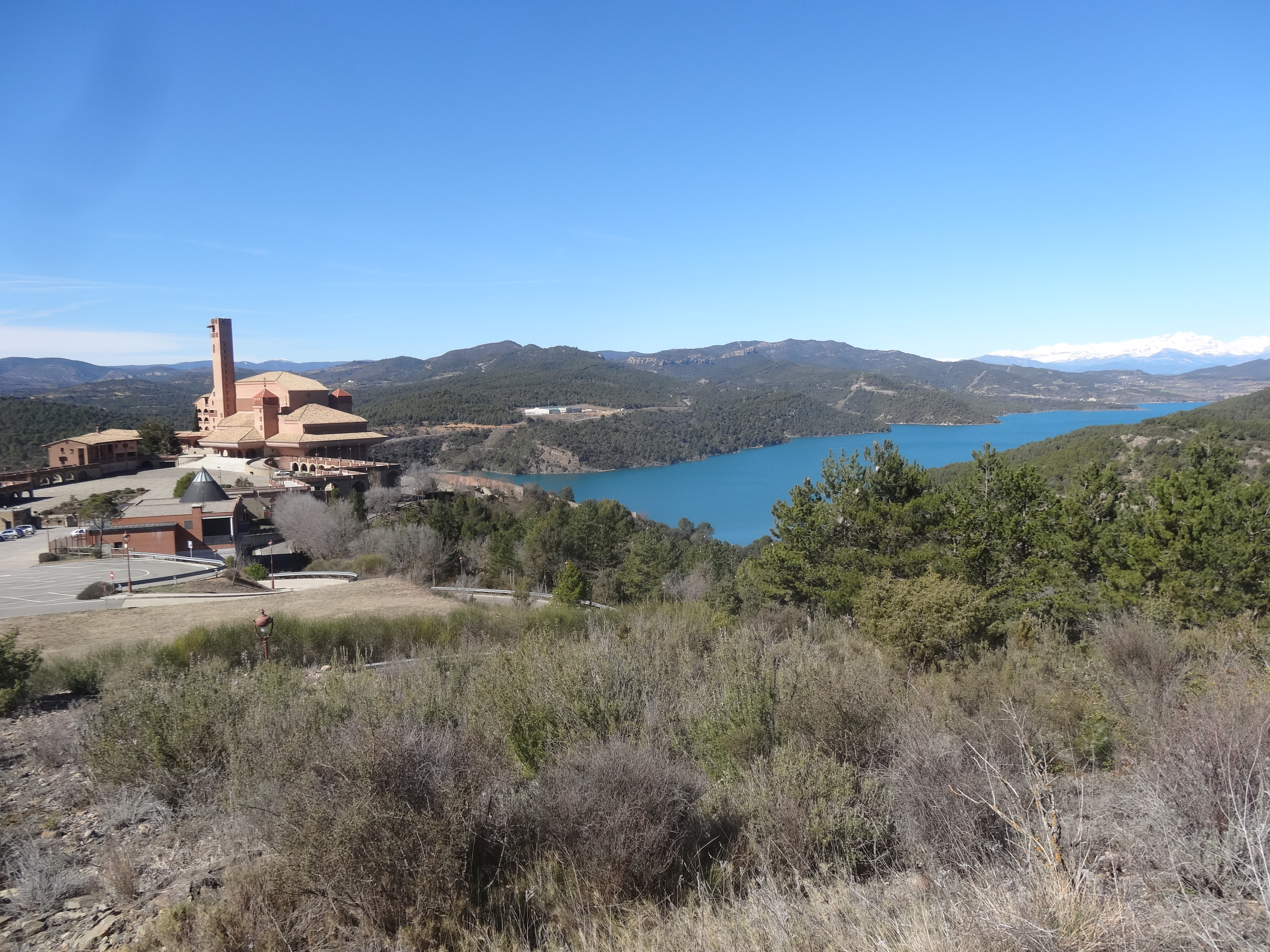
Santuario de Torreciudad

Al borde de un barranco, al paso por el término de Secastilla, se encuentra el santuario de Torreciudad. Centro de peregrinación de la comarca desde la Edad Media, desde 1975 se levanta en el lugar un importante santuario que se ha convertido en estos años en uno de los principales destinos de visitantes de Aragón.
En el barranco se ha levantado la presa de El Grado, formando un conjunto de gran belleza paisajística.

### Los Sotos

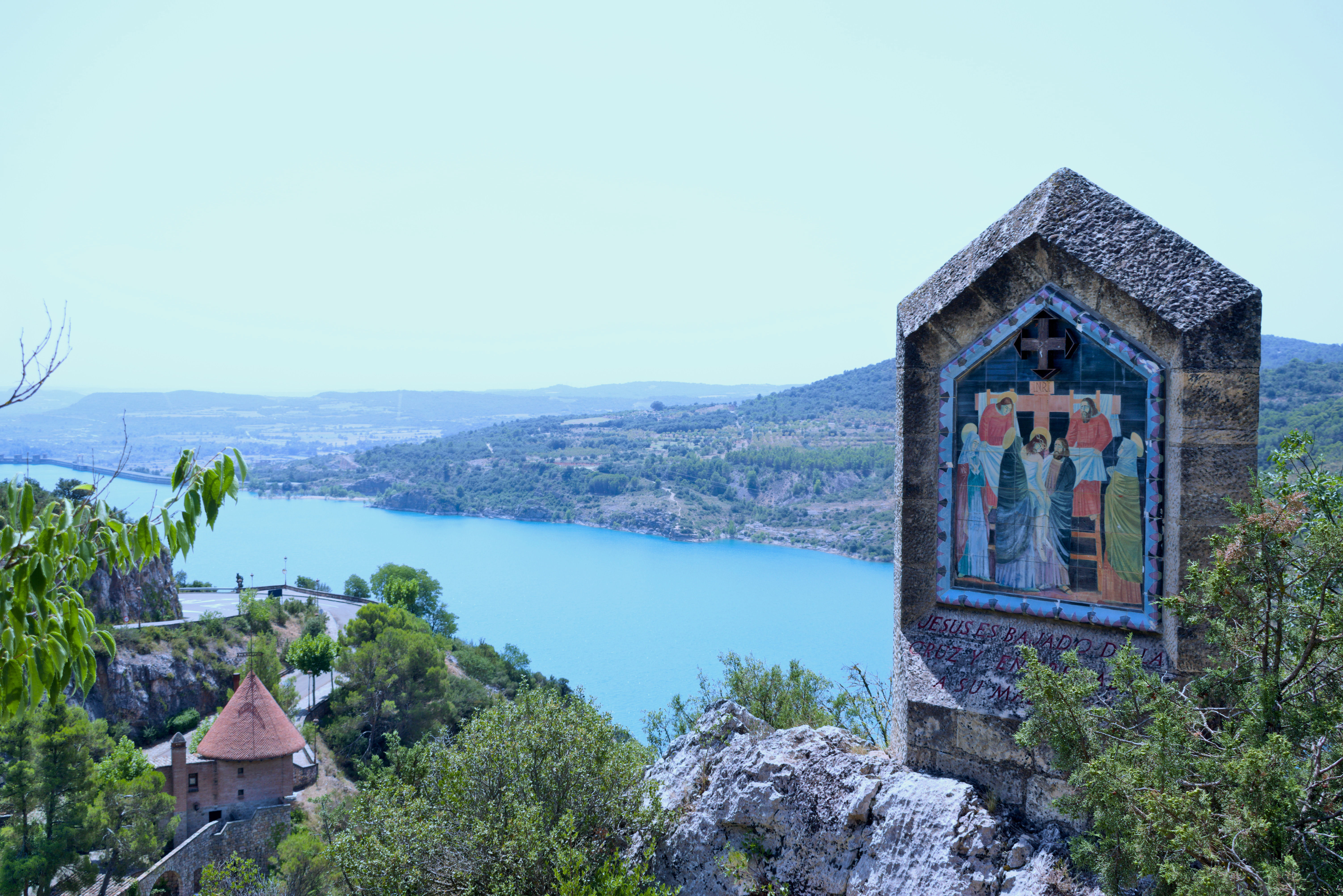
El Río Cinca y el embalse de El Grado, desde el Vía Crucis de Torreciudad

Al paso del Cinca por Monzón podemos encontrar una zona de gran riqueza ecológica, los Sotos de Monzón. En las orillas y en el discurrir de los antiguos cauces encontramos formaciones de sauces, chopos, fresnos, álamos, en los que crece un denso sotobosque de lianas, zarzales, juncales y carrizales en zonas húmedas. Cuenta con la presencia de diversas especies de aves todo el año.

### Aiguabarreig Cinca-Segre-Ebro
El Segre y el Cinca forman una primera confluencia entre las poblaciones de Granja de Escarpe, Masalcorreig y Torrente de Cinca, y a pocos kilómetros sus aguas convergen con las del Ebro, ya en el término municipal de Mequinenza. Se trata de una de las mayores confluencias fluviales de toda la península ibérica, constituyendo una zona Z.E.P.A. (Zona de Especial Protección para las Aves) con una gran biodiversidad en sus islas fluviales, sus bosques de ribera, sus carrizales, sus playas de guijarros y sus galachos. Se trata de un lugar único donde conviven la flora esteparia proveniente de la zona de los Monegros con la flora y fauna mediterránea que asciende por el valle del Ebro, conviviendo en un mismo lugar especies de muy distintos ámbitos.
Esta confluencia de ríos que une las aguas del Cinca, del Segre y del Ebro permite disponer en Mequinenza de un campo de regatas para deportes náuticos que está considerado uno de los mejores de toda Europa por su excelente accesibilidad, su lámina de agua estable durante todo el año y sus instalaciones deportivas. Los equipos de remo de Oxford y Cambridge preparan aquí su mítica regata así como diversas selecciones mundiales realizan diferentes stages de preparación para sus competiciones internacionales.
La pesca en esta zona es también uno de los deportes más practicados en la zona puesto que las condiciones y el entorno paisajístico son óptimos para la práctica de este deporte, convirtiéndose en un referente mundial para muchos pescadores.